# Steinkiste von Caleca

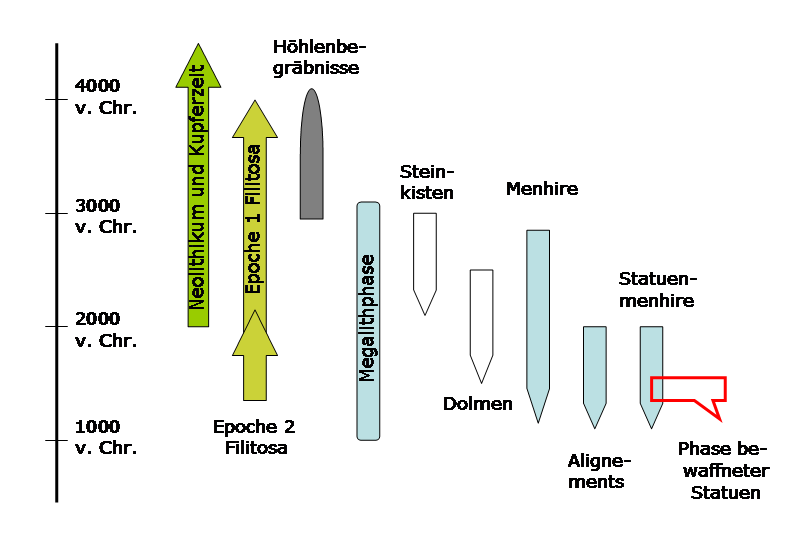
Zeitstellung korsischer Megalithen

Die Steinkiste von Caleca (französisch Coffre de Caleca) ist vermutlich eine Anlage der Torre-Kultur auf der Insel Korsika. Sie liegt im Département Corse-du-Sud bei Levie in der Nähe der Anlagen Castellu di Capula und Castellu di Cucuruzzu auf dem etwa 900 m hohen Granitplateau Pianu di Levie der Alta Rocca. Etwa 1,5 km vom Parkplatz von Cucuruzzu gelegen ist sie aber der Öffentlichkeit nicht zugänglich, da sie auf Privatgrund liegt.
Die Steinkiste misst 3,2 × 1,7 m. Steinkisten und Dolmen waren im 3. Jahrtausend v. Chr. kollektive Bestattungsplätze auf der Insel. Die Steinkiste von Caleca unterscheidet sich jedoch grundlegend von den Steinkisten der Jungsteinzeit im südlichen Korsika. Man fand weder Pfeilspitzen noch Obsidian und die Architektur der Kiste wäre für das 3. Jahrtausend v. Chr. völlig ungewöhnlich. Außerdem fand man Teile von Bronzeschmuck im Grab, ähnlich jenem, der für Anlagen aus der Eisenzeit üblich war, so dass die Begräbnisstätte in ähnlicher Art und Weise wie die anderen, aber erst Anfang des 1. Jahrtausends v. Chr. ggf. zu einer Nachbestattung benutzt worden ist.